# Gymnobothrus oberthuri
Gymnobothrus oberthuri is een rechtvleugelig insect uit de familie veldsprinkhanen (Acrididae). De wetenschappelijke naam van deze soort is voor het eerst geldig gepubliceerd in 1890 door Ignacio Bolívar.